# Salud de los árboles

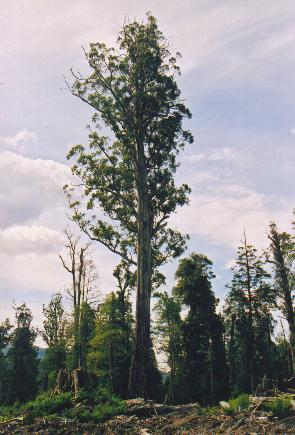
“'El Grande”', de unos de altura, el más enorme (aunque no el más alto) “”Eucalyptus regnans“”' fue asesinado accidentalmente por leñadores que quemaron los restos de árboles legalmente talables (menos de 85 m) que habían sido talados a su alrededor

Los árboles pueden vivir mucho tiempo pero acaban muriendo, ya sea por causas naturales o por la tala del hombre. La mala salud de los árboles se puede diagnosticar, y un tratamiento precoz, la poda o la tala para evitar su propagación pueden salvar las existencias de Madera para la construcción y las poblaciones de árboles ornamentales. Los propietarios de árboles y los arboricultores deben ser conscientes del riesgo que suponen los árboles peligrosos. En ocasiones, los proyectos de construcción dañan los árboles de forma evitable.

## Evaluación del riesgo arbóreo

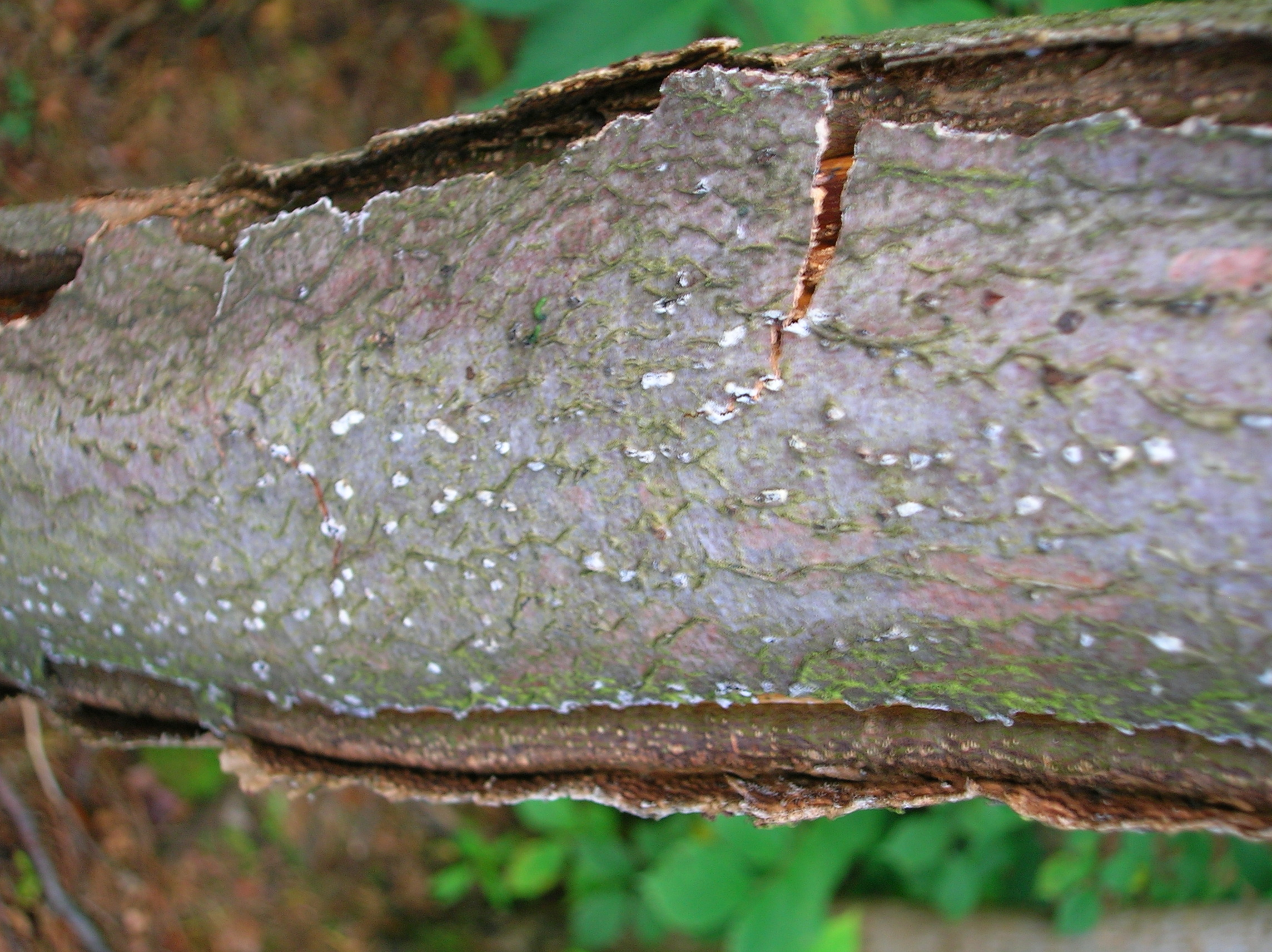
Crecimiento de callo en una rama de haya tras sufrir daños por fuego (calor)